# Giuseppe Caminiti
Giuseppe Caminiti (Villa San Giovanni, 19 maggio 1935 – Reggio Calabria, 13 luglio 2025) è stato un politico e medico italiano.

## Biografia
Si laureò in medicina all'Università di Messina nel 1958 e si specializzò in anestesia all'Università di Firenze nel 1961. Nel 1968 divenne docente di anestesiologia all'Università di Roma "La Sapienza".
Nel 1969 divenne primario di anestesia e rianimazione agli Ospedali riuniti di Reggio Calabria.
Fu eletto deputato per la XIV legislatura alle elezioni politiche del 2001 nelle file di Forza Italia.